# Djorkaeff
Djorkaeff (* 30. April 1985 in Berlin; bürgerlich Konstantin Scherer) ist ein deutscher Musikproduzent. Er wurde vor allem durch Produktionen für Rapper wie Bushido, Sido und Fler bekannt. Häufig arbeitet er mit dem Produzenten Beatzarre zusammen.

## Biografie
Djorkaeff legte schon als Schüler auf Partys als Hobby-DJ Schallplatten auf und begann Teile seiner Plattensammlung in eigene Kompositionen umzusetzen. Erste Kompositionen erfolgten Anfang der 2000er für das Berliner Indie-Label Springstoff, bei welchem er mit seinem Partner Blanco das Duo HuK bildete.
2003 gründete er mit seinen Freunden Point-At und Blanco das Label Jubeko. Der Name setzte sich aus den Anfangsbuchstaben ihrer Vornamen (Julian, Benni, Konstantin) zusammen. Bei Jubeko fungierte Djorkaeff als Hausproduzent und war für zahlreiche Produktionen verantwortlich. Nachdem das Label 2008 geschlossen worden war und seine Partner sich auf andere berufliche Ziele konzentriert hatten, machte er weiterhin Musik.
Seine ersten Charterfolge erreichte er durch Produktionen für Künstler des Labels Aggro Berlin. Mit 19 Jahren unterschrieb Djorkaeff einen Autorenvertrag beim Musikverlag Budde Music und lernte bald darauf seinen späteren Produktionspartner Beatzarre kennen, mit dem er mittlerweile viele Songs für Rapper wie Bushido, Sido oder Fler produziert hat.
2014 produzierte er im Auftrag des Fernsehsenders RTL für die DSDS-Teilnehmerin Aneta Sablik gemeinsam mit Beatzarre, B-Case und dem Komponisten Oliver Pum ihren Siegertitel The One. Eine Woche später stand die Single auf Platz eins der deutschen, österreichischen und Schweizer Singlecharts.

## Diskografie
Soundtracks
| Jahr | Titel Musiklabel                                         | Anmerkungen                              |
| ---- | -------------------------------------------------------- | ---------------------------------------- |
| 2013 | Fack ju Göhte Polydor (UMG)                              | Erstveröffentlichung: 8. November 2013   |
| 2015 | 3 Türken und ein Baby Very Us Records (WVG)              | Erstveröffentlichung: 23. Januar 2015    |
| 2015 | Fack ju Göhte 2 Polydor (UMG)                            | Erstveröffentlichung: 11. September 2015 |
| 2015 | Macho Man Bavaria Sonor Records (BSR)                    | Erstveröffentlichung: 23. Oktober 2015   |
| 2017 | Mein Blind Date mit dem Leben Amboss Recordings (Amboss) | Erstveröffentlichung: 26. Januar 2017    |
| 2017 | Fack ju Göhte 3 Polydor (UMG)                            | Erstveröffentlichung: 17. November 2017  |

Filmmusik
- 2023: Sonne und Beton